# Saleich
Saleich – miejscowość i gmina we Francji, w regionie Oksytania, w departamencie Górna Garonna.
Według danych na rok 1990 gminę zamieszkiwało 357 osób, a gęstość zaludnienia wynosiła 25 osób/km² (wśród 3020 gmin regionu Midi-Pireneje Saleich plasuje się na 714. miejscu pod względem liczby ludności, natomiast pod względem powierzchni na miejscu 804.).